# Barry De Vorzon
Barry De Vorzon, né le 31 juillet 1934 à New York, est un compositeur de musique de film, chanteur et producteur américain. Ses premières compositions à succès étaient "Just Married" (1958), écrite avec Al Allen et enregistrée par Marty Robbins, qui a atteint le numéro 26 du classement Hot 100 du magazine Billboard et le numéro un du classement Country ; et "Dreamin'" (1960), écrit avec Ted Ellis, enregistré par Johnny Burnette, et classé numéro 11 sur le Hot 100. Dorsey Burnette (qu'il dirigeait) et De Vorzon ont écrit ensembleplusieurs tubes de Dorsey ("Hey, Little One" ; "Big Rock Candy Mountain" ; "Red Roses" ; "Noah's Ark").

## Biographie
De Vorzon a fondé Valiant Records en 1960. Au cours des années 1960, il signe l'Association avec Valiant et produit son premier single, une reprise de la chanson de Bob Dylan. "One Too Many Mornings."
De Vorzon a écrit "I Wonder What She's Doing Tonight" pour le groupe  Cascades, mais ce dernier ne l'a pas enregistré. En 1963, De Vorzon enregistre lui-même la chanson, avec son groupe Barry and the Tamerlanes. Toujours en 1963, il a écrit la ballade "Shy Girl" qui a été enregistrée par les Cascades.
De Vorzon a écrit la chanson "Girls" pour Johnny Burnette. Il a atteint la 37e place des charts britanniques de 1961.
Il a composé les bandes sonores de nombreux films des années 1970 et 1980, et l'un des morceaux, "Cotton's Dream" (de Bless the Beasts and Children) a été rebaptisé "Nadia's Theme" et réédité par A&M Records pour le feuilleton télévisé The Young and the Restless. "Nadia's Theme" a atteint la 8e place du Top 40 américain en 1976 et l'album dont il est tiré a culminé à la 42e place du Billboard 200 ; en 1977, il a remporté un Grammy Award pour le meilleur arrangement instrumental. La chanson titre principale, "Bless the Beasts and Children", a été enregistrée par The Carpenters et a reçu une nomination aux Academy Award.
De Vorzon a composé l'air "It's Christmas Once Again in Santa Barbara", qui a été réenregistré avec divers autres noms de villes, tels que San Francisco et San Diego. Il a également écrit le "Theme from S.W.A.T.", et coécrit le tube du groupe Eagles' "In the city" avec Joe Walsh. En 1979, il compose la musique du film Les Guerriers de la nuit.
De Vorzon était l'un des développeurs du logiciel de création MasterWriter pour les auteurs-compositeurs et les paroliers. 
Barry De Vorzon est connu pour avoir collaboré à deux reprises avec le réalisateur Walter Hill, sur les films Le Bagarreur (1975) et Les Guerriers de la nuit (1979).
Il a également composé la musique des deux films réalisés par William Peter Blatty, La Neuvième Configuration (1980) et L'Exorciste, la suite (1990).

## Filmographie

### Cinéma
- 1970 : R.P.M. de Stanley Kramer
- 1971 : Bless the Beasts and Children de Stanley Kramer
- 1973 : Dillinger de John Milius
- 1975 : Le Bagarreur (Hard Times) de Walter Hill
- 1976 : Bobbie Jo and the Outlaw de Mark L. Lester
- 1977 : Légitime violence (Rolling Thunder) de John Flynn
- 1979 : Les Guerriers de la nuit (The Warriors) de Walter Hill
- 1980 : La Neuvième Configuration (The Ninth Configuration) de William Peter Blatty
- 1980 : Xanadu de Robert Greenwald
- 1981 : Tattoo de Bob Brooks
- 1981 : Looker de Michael Crichton
- 1982 : Jekyll and Hyde... Together Again de Jerry Belson
- 1985 : Mischief (en) de Mel Damski
- 1985 : Le Justicier de Miami (Stick) de Burt Reynolds
- 1986 : Extra Sangsues (Night of the Creeps) de Fred Dekker
- 1990 : L'Exorciste: la suite (The Exorcist III) de William Peter Blatty

### Télévision

#### Séries télévisées
- 1975 : Section 4 (S.W.A.T.) (6 épisodes)
- 1977 : Dog and Cat (en) (6 épisodes)
- 1978 : In the Beginning
- 1980 : B.A.D. Cats (1 épisode)
- 1981-1985 : Simon et Simon (Simon & Simon) (82 épisodes)
- 1981 : Private Benjamin (en) (4 épisodes)
- 1983 : Renegades (1 épisode)
- 1984 : V (The Final Battle) (2 épisodes)
- 1985 : Our Family Honor (1 épisode)

#### Téléfilms
- 1977 : Dog and Cat (en) de Bob Kelljan
- 1978 : Ski Lift to Death de William Wiard
- 1978 : Lacy and the Mississippi Queen de Robert Butler
- 1979 : Beach Patrol de Bob Kelljan
- 1980 : Stunts Unlimited de Hal Needham
- 1980 : The Comeback Kid de Peter Levin
- 1980 : Reward d'E.W. Swackhamer
- 1981 : Pour l'amour d'un enfant (The Children Nobody Wanted) de Richard Michaels
- 1982 : The Renegades (en) de Roger Spottiswoode
- 1983 : Lone Star de John Flynn
- 1985 : L'affaire Belarus (Kojak: The Belarus File) de Robert Markowitz
- 1986 : L'Impossible retour (Intimate Strangers) de Robert Ellis Miller
- 2017 : Swat

## Anecdotes
Deux extraits de la musique composée pour le film Les Guerriers de la nuit ont été réutilisés dans L'Enfer des armes de Tsui Hark en 1980.